# 里貝拉布拉瓦縣
里貝拉布拉瓦縣是西非島國佛得角的22個縣之一，位於向風群島的聖尼古勞島，首府設於里貝拉布拉瓦，面積258平方公里，2010年人口7,869。
16°37′N 24°18′W / 16.617°N 24.300°W